# Germinal (revista)
Germinal (זשערמינאל, transcrit també com Zsherminal) va ser una revista anarquista en llengua jiddisch a Londres, editat per Rudolf Rocker que era d'origen alemany. Pel que sembla, des de 1900 fins a 1903, i novament des de 1905 fins a 1908.
El 1898, el diari anarquista jiddisch Arbeter Fraynd va contractar a Rudolf Rocker, un no-Jueu, que acabava de començar l'aprenentatge de l'idioma, com el seu editor. No obstant això, malgrat la intervenció d'Emma Goldman i la devoció de molts activistes tractant de salvar el periòdic, va haver de ser tancat per raons econòmiques el gener de 1900. No obstant això, els anarquistes jueus que publicaven Arbeter Fraynd no estaven disposats a quedar-se sense cap mitjà de difusió del seu missatge. Per tant, Rocker, amb l'ajuda de joves impressors coneguts com a Narodiczky, va fundar la revista de setze pàgines, que es publicava cada quinze dies amb el mateix nom de la novela d'Émile Zola. En comparació amb Arbeter Fraynd, es dirigia a un públic més intel·lectual i familiaritzat amb la filosofia i la literatura utilitzant conceptes llibertaris per analitzar-les. El 1903, també va haver d'aturar la publicació per falta de diners.
El gener de 1905, Germinal va reviscolar en les mans de Rocker i els seus companys. El moviment anarquista laborista jueu a Londres va anar augmentant, per la qual cosa la revista va poder arribar a una demanda de 2.500 exemplars l'any següent, quan es va ampliar a quaranta-vuit pàgines. La publicació de Arbeter Fraynd s'havia reprès el 1903, de manera que Germinal ara tenia el paper de l'intel·lectual d'aquest diari, que era el més estès de tots dos.
La influència de la revista va arribar molt més enllà de Londres. A la majoria de les ciutats del món, amb un assentament considerable de jueus russos i polonesos hi havia lectors de Germinal: la majoria de les ciutats més grans dels Estats Units, a París, a Berlín, a Bucarest, a Sofia, al Caire, a Alexandria, a Johannesburg, a la Ciutat del Cap i a Buenos Aires. Alexander Granach, un dels principals actors de l'Alemanya de Weimar, va ser introduït en el món de la literatura per Germinal.
No obstant això, la publicació de Germinal va cessar el 1908.